# Sinitta
Sinitta Malone (tên nghệ danh: Sinitta) là một ca sĩ người Hoa Kỳ. Cô bắt đầu gặt hái thành công trong sự nghiệp vào khoảng giữa những năm 1980 với đĩa đơn "So Macho" và một số bài hát nổi bật khác trong giai đoạn tiếp sau đó. Đến những năm 2000, cô được biết đến nhiều hơn khi tham gia các chương trình ti vi như "Loose Women", "The Xtra Factor" và "This Morning" tại Anh. Cô cũng từng góp mặt trong sê-ri truyền hình thực tế "I'm a Celebrity...Get Me Out of Here!" của đài ITV (Anh Quốc) năm 2011. Tổng giá trị tài sản năm 2016 của Sinitta ước tính khoảng 7 triệu bảng Anh.

## Sự nghiệp

### Khoảng đầu sự nghiệp
Năm 1981, nữ ca sĩ, khi đó lấy tên là Sinitta Renet, đảm nhận vai Frankie trong phim điện ảnh Shock Treatment. Khoảng thời gian này, Sinitta cũng hoạt động tại sân khấu kịch West End (Anh) với một số đóng góp có thể kể đến như vai diễn trong vở nhạc kịch "Little Shop of Horrors" của Alan Menken và Howard Ashman.

### 1986 – 1988: Sinitta! và So Macho
Năm 1986, Sinitta phát hành đĩa đơn "So Macho", ra mắt ở vị trí #59 trên bảng xếp hạng UK Single Chart; tuy đứng hạng thấp nhưng sau đó bài hát đã dần vươn lên #16 vào tháng 8 năm 1986, và tiếp tục lên #5. Sang tuần tiếp theo, "So Macho" đạt đỉnh #2, trở thành đĩa đơn lọt top 3 đầu tiên của ca sĩ. Ca khúc trụ top 15 trong sáu tuần liên tục tại Anh Quốc cũng như lọt top 20 tại Thụy Điển, Úc và Áo. "So Macho" trở thành ca khúc có thứ hạng cao nhất trong sự nghiệp của Sinitta. Tuy vậy, đĩa đơn "Feels Like the First Time" tiếp theo đó chỉ đứng hạng 45 tại Anh. Năm 1987, cô phát hành đĩa đơn "Toy Boy". Bài hát ra mắt ở #41 rồi sau đó tiến lên #4 trên UK Single Chart và trụ hạng được ba tuần. Tổng cộng, đĩa đơn nằm trong top 20 được tám tuần. Đĩa đơn cũng đạt #3 tại Thụy Sĩ, và vươn lên top 15 tại Ireland, Bỉ, Thụy Điển, Phần Lan và Đức. Sinitta ra mắt đĩa đơn nối tiếp, "GTO", ca khúc đạt được #15 tại Anh. "GTO" là đĩa đơn đạt hạng ba đầu tiên của cô tại Tây Ban Nha, ở các quốc gia khác, đĩa đơn đạt #9 tại Na Uy, #11 tại Thụy Sĩ và #13 tại Ireland. Ngày 26 tháng 12 năm 1987, Sinitta phát hành album phòng thu đầu tay "Sinitta!", lần lượt đạt #34 và #69 trên bảng các xếp hạng album của Anh và Úc. Đĩa đơn "Cross My Broken Heart" từ album lần lượt đạt #6 và #7 tại Anh và Ireland. Tại Tây Ban Nha, đĩa đơn đạt #12, trở thành bài hát nằm trong top 15 thứ hai của cô ở nước này. Năm 1988, đĩa đơn "I Don't Believe In Miracles" của cô đạt #22 trên bảng xếp hạng tại Anh.

### 1989 – 1990: Wicked và Right Back Where We Started From
Album phòng thu thứ hai, "Wicked" được ê-kíp sản xuất của cô phát hành vào ngày 18 tháng 10 năm 1989. Đĩa đơn "Right Back Where We Started From" từ album ra mắt ở #19 và sau đó vươn lên #6 trên bảng xếp hạng tại Anh. Trong hai tuần tiếp theo, bài hát giữ vị trí #4; bốn tuần sau nữa, bài hát trụ trong top 30. Trên toàn châu Âu, đĩa đơn đạt #7 tại Phần Lan và nằm trong top 25 tại Đan Mạch, Tây Ban Nha và Đức. Ở khu vực châu Úc, "Right Back Where We Started From" đạt #7 tại Úc và #2 tại New Zealand, trở thành đĩa đơn xếp hạng cao nhất của nữ ca sĩ tại hai quốc gia này. Ca khúc còn đạt thành công khi lọt vào bảng xếp hạng cuối năm của các nước: #45 tại Úc, #38 tại New Zealand và #49 tại Anh. Đĩa đơn kế tiếp, "Love On a Mountain Top", đạt #20 tại Anh và #81 tại Úc. Năm 1990, Sinitta phát hành đĩa đơn "Hitchin' a Ride", một bài thu âm lại (cover) từ bản gốc của nhóm Vanity Fare. Ca khúc không được quảng bá rộng rãi nhưng vẫn vươn lên hạng 20 trên bảng xếp hạng của Anh.

### 1992 – 1997: Shame Shame Shame và Naughty Naughty
Tháng 7 năm 1992, bản cover bài "Shame Shame Shame" (1974) của Sinitta ra mắt tại #31 trên bảng xếp hạng tại Anh Quốc, đĩa đơn sau đó đạt vị trí cao nhất #28. Tháng 4 năm 1993, Sinitta phát hành đĩa đơn "The Supreme" nhưng chỉ đạt #49 tại Anh. Năm 1995, Sinitta công bố "Naughty Naughty", album duy nhất mà cô phát hành tại châu Á. Năm 1997, cô thay thế Irene Cara đi diễn chung với các ca sĩ Sonia và Luke Goss (từ ban nhạc Bros) trong buổi hòa nhạc pop và rock "What a Feeling".

### 2004 – 2016: The X Factor và các hoạt động truyền hình
Sinitta có tham gia vào cuộc thi tìm kiếm tài năng âm nhạc The X Factor (phiên bản Anh) với tư cách trợ lý giám khảo của Simon Cowell. Năm 2004, ở mùa đầu tiên, cô tư vấn cho Simon để tìm ra ba tiết mục vào vòng chung kết, trong đó có quán quân Steve Brookstein. Năm 2005, Sinitta tiếp tục giúp Simon chọn ra ba nhóm nhạc vào chung kết. Năm 2006, Sinitta tư vấn cho ông để chon ra quán quân Leona Lewis, một trong những thí sinh nổi bật bước ra từ cuộc thi. Năm 2007, Sinitta làm giám khảo cho chương trình "Grease Is the Word" của đài ITV. Năm 2008 Sinitta tiếp tục tham gia vào talkshow "Loose Women". Năm 2009, nữ ca sĩ tái hợp X Factor và chọn được nam ca sĩ Olly Murs. Đến năm 2010, Sinitta cùng Simon khai phá tiềm năng ban nhạc One Direction, nhóm thí sinh thành công nhất sau cuộc thi từ trước đến nay. Năm 2016, Sinitta góp mặt trong chương trình truyền hình thực tế "Ant & Dec's Saturday Night Takeaway". Cũng vào thời điểm này, cô trở thành dẫn chương trình cho talkshow "Up Late with Rylan". Cô còn tham gia thi đấu trong cuộc thi đầu bếp MasterChef phiên bản người nổi tiếng (Celebrity Masterchef) tuy rằng bị loại sớm ở Tuần 1.

### 2017: Tin đồn quay lại The X Factor
Năm 2017, có tin đồn rằng Sinitta sẽ quay lại The X Factor phiên bản Anh Quốc.

## Danh sách album và bài hát
Album phòng thu
- 1987: Sinitta!
- 1989: Wicked
- 1995: Naughty Naughty